# Нарвский проспект
На́рвский проспект — проспект в Адмиралтейском районе Санкт-Петербурга. Проходит от Старо-Петергофского проспекта до площади Стачек (Старо-Петергофский также выходит на площадь Стачек).

## История названия
Первоначальное название Новый Петергофский проспект известно с 1849 года.
Современное название Нарвский проспект присвоено 14 июля 1859 года, по городу Нарва, в ряду улиц Нарвской полицейской части, переименованных по городам прибалтийских губерний России.

## История
Проспект возник в первой половине XIX века. Был застроен доходными домами. Участок у дома 1/29 занимает подворье мужского Валаамского Спасо-Преображенского монастыря (быв. подворье Староладожского Успенского монастыря).

## Достопримечательности

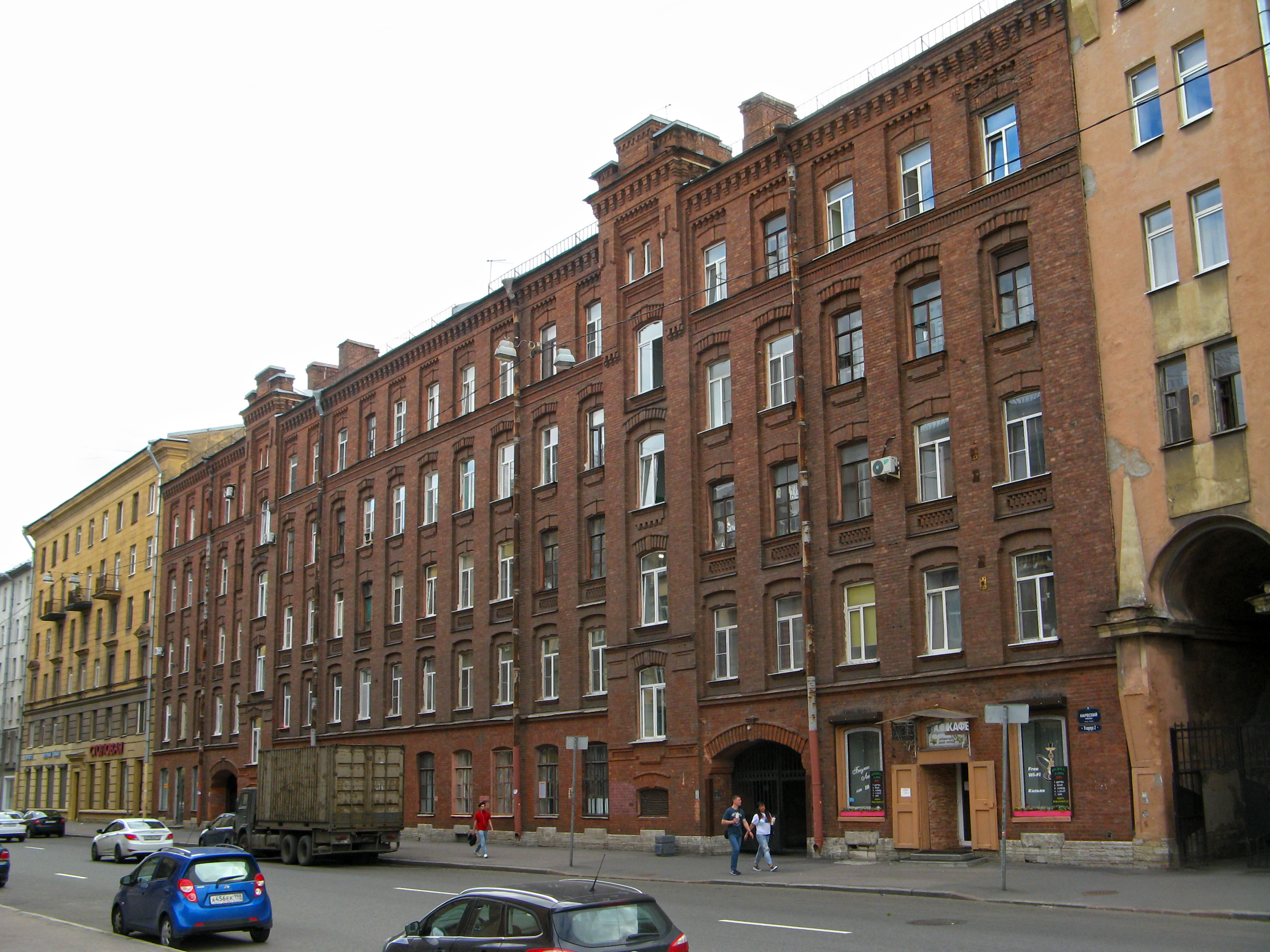
Жилой корпус комплекса для рабочих Российско-Американской резиновой мануфактуры

- Дом № 1/29 — подворье мужского Валаамского Спасо-Преображенского монастыря.  7810085000
- Дом № 6 — школа № 615.
- Дом № 7 — бывшее «Нарвское убежище» общества «Ясли» (архитектор В. А. Демяновский, 1896—1897 гг.), в настоящее время — женская консультация № 18.
- Дома № 9 и 11 с корпусами и литерами — комплекс построек для рабочих Российско-Американской резиновой мануфактуры, архитектор Р. А. Гёдике, 1897—1898.  7832243000
- Дом № 24/2 — дом В. Я. Завадовского, 1912-1913 гг., архитектор О. Р. Мунц.  7832244000
- Дом № 16-18 - дом быта «Нарвский» (архитекторы О. В. Василенко, Я. Д. Болотин). Сооружён в 1970-х гг.
- доходные дома № 19—29 (1900—1914 гг.).
- дом № 31 построен в 1936 в стиле конструктивизма (архитектор Н. А. Гродный).
- школа № 263 (пересечение со Старо-Петергофским проспектом, д. 33)

## Пересечения
- Бумажная улица